# 두류공원로
두류공원로(Duryugongwon-ro)는 대구광역시 남구 대명동 안지랑네거리에서 달서구 두류동 두류네거리를 잇는 대구광역시의 도로이다.

## 주요 경유지
대구광역시
- 남구 (대명동) -  달서구 (두류동)

## 노선
| 이름                  | 접속 노선                      | 소재지     | 소재지 | 비고 |
| --------------------- | ------------------------------ | ---------- | ------ | ---- |
| 연지랑네거리          | 대구광역시도 제28호선 (대명로) | 대구광역시 | 남구   |      |
| 대구가톨릭병원 교차로 | 두류공원로17길                 | 대구광역시 | 남구   |      |
| 두류공원 네거리       | 성당로                         | 대구광역시 | 달서구 |      |
| (이름없음)            | 야외음악당로                   | 대구광역시 | 달서구 |      |
| 두류네거리            | 국도 제30호선 (달구벌대로)     | 대구광역시 | 달서구 |      |
| 서대구로와 직결       |                                |            |        |      |

## 주요 건물 및 시설
- GS25 남구용마점 (두류공원로 19/대명동 808-1)
- S-OIL 글로벌주유소 (두류공원로 35/대명동 1642-36)
- 대명1동 행정복지센터 (두류공원로 38/대명동 1652-1)
- CU 대구두류대로점 (두류공원로 47/대명동 1646-5)
- S-OIL 도촌주유소 (두류공원로 58/대명동 1649-8)
- 파리바게뜨 대구가톨릭병원점 (두류공원로 91/대명동 3049-1)
- 투썸플레이스 대구가톨릭병원점 (두류공원로 102/대명동 3045-23)
- 알뜰 한국에너지 (두류공원로 103/대명동 3048-39)
- 대명파출소 (두류공원로 113/대명동 3047-12)
- SK에너지 행복충전 대구가스충전소 (두류공원로 127/성당동 126-3)
- 이월드 (두류공원로 200/산 302-11)
- 스타벅스 대구이월드점 (두류공원로 200/산 302-11)
- 대구신흥초등학교 (두류공원로 257/두류동 472-1)
- 국민건강보험공단 대구경북지역본부 (두류공원로 264/두류동 148-3)